# Johan Ludvig Heiberg (Schriftsteller)
Johan Ludvig Heiberg (* 16. November 1791 in Kopenhagen; † 25. August 1860 auf Schloss Bonderup, Gemeinde Ringsted) war ein dänischer Dichter und Literaturkritiker.

## Leben

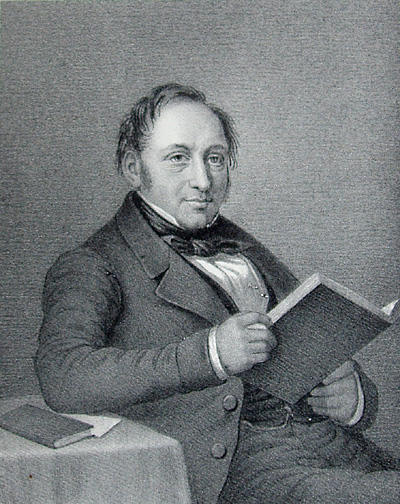
Johan Ludvig Heiberg, Abbildung aus J. P. Trap: berømte danske mænd og kvinder 1868

Johan Heiberg war der Sohn von Peter Andreas Heiberg; seine Mutter war Thomasine Gyllembourg-Ehrensvärd. Er studierte in Kopenhagen Mathematik und Ästhetik (= Philosophie) und schloss sein Studium 1817 mit einer Promotion ab. Zwischen 1819 und 1822 hielt sich Heiberg bei seinem Vater in Paris auf.
1822 wurde Heiberg Lektor für dänische Sprache an der Universität Kiel, wo er bis 1825 lehrte. In dieser Zeit lernte er die Schriften Georg Wilhelm Friedrich Hegels kennen, die ihn in seinem Schaffen beeinflussten. 1828 vertonte Friedrich Kuhlau sein Libretto „Elverhøj“, woraus die populärste dänische Oper entstand. 1831 heiratete Heiberg die Schauspielerin Johanne Luise Pätges, die als Johanne Luise Heiberg zur berühmtesten dänischen Schauspielerin ihrer Zeit aufstieg. Zu den Bewunderern der Heibergs gehörte der junge Sören Kierkegaard. Er veröffentlichte in Flyveposten, einer von Heiberg herausgegebenen Zeitschrift, erste polemische Texte.
Nach seiner Rückkehr arbeitete Heiberg als Theaterdichter des Königlichen Theaters, dessen Direktor er 1849 wurde. Dieses Theater leitete er bis 1856. In dieser Zeit etablierte er das Vaudeville als neue Form. Mit diesen Neuerungen, die er aus Paris mitgebracht hatte, gab er dem dänischen Theater neue Impulse und wurde dadurch zum Wegbereiter des Realismus in Dänemark.
Johan Ludvig Heiberg starb im Alter von 68 Jahren während eines Sommeraufenthaltes auf Schloss Bonderup. Die Beisetzung fand auf dem Holmens Kirkegård in der dänischen Hauptstadt Kopenhagen statt.

## Werke (Auswahl)
- Aprilsnarrene (1826)
- Elverhøj (1828)